# ویلهلم برناتزیک
ویلهلم برناتزیک (به آلمانی: Wilhelm Bernatzik)؛ (زادۀ ۱۸ مهٔ ۱۸۵۳ میلادی – درگذشتۀ ۲۶ نوامبر ۱۹۰۶ میلادی) نقاش اهل اتریش بود.

## زندگی
برناتزیک برادر مدرس حقوق اساسی ادموند برناتزیک بود. او که در ابتدا به درخواست پدرش دانشجوی حقوق بود، از سال ۱۸۷۳ تا ۱۸۷۵ میلادی در مدرسۀ ویژۀ منظره‌نگاری در آکادمی هنرهای زیبای وین زیر نظر ادوارد پایتنر فون لیشتنفلس تحصیل کرد. در سال ۱۸۷۵ میلادی مدال-فوگر طلایی را دریافت کرد. تا سال ۱۸۷۸ میلادی در آکادمی هنر دوسلدورف تحصیل کرد. سرانجام، آموزش خود را در پاریس نزد لئون بونا به پایان رساند. در سال ۱۸۸۰ میلادی به خانۀ هنرمندان وین پیوست. او چشم‌انداز سنت برنهارد را در سال ۱۸۸۲ میلادی در دیر هایلیگنکروز نقاشی کرد، در حالی که مجذوب حال و هوای فضای گوتیک بود. او در نمایشگاه جهانی ۱۸۹۴ میلادی در آنتورپ موفق به کسب مدال (درجه دوم) شد. در سال ۱۸۹۷ میلادی او یکی از بنیان‌گذاران جدایی وین بود، و به عنوان رئیس این گروه در ۱۹۰۳–۱۹۰۲ میلادی خدمت کرد. او به همراه منتقد هنری یولیوس مایر-گرفه، نمایشگاه امپرسیونیستی موفقی را در سال ۱۹۰۳ میلادی در وین ترتیب داد. او همراه با گروه اطراف گوستاو کلیمت، در سال ۱۹۰۵ میلادی جدایی را ترک کرد.
او در هینتربروهل در خانۀ برادرش مارکس درگذشت. او در گورستان هینتربروهل به خاک سپرده شد. در سال ۱۹۰۷ میلادی، گالری میتکه در وین یک نمایشگاه گذشته‌نگر دربارۀ زندگی او برگزار کرد.

## سبک
برناتزیک در درجۀ اول یک نقاش منظره‌نگار بود و از وین و اتریش سفلی نقوش می‌گرفت و ترجیح می‌داد که از فضای باز نقاشی کند. او در طول اقامت خود در پاریس، سلیقۀ امپرسیونیستی را جذب کرد. با این حال، او همچنین نقاشی‌های صحنه‌ای، از جمله راهپیمایی در مناظر و تصاویر نمادین خلق کرد. او یکی از نمایندگان اصلی این هنر در وین در آغاز قرن بود.

## آثار برگزیده
- «راهرو نزدیک به دورنشتاین»، (سنت پولتن، موزه دولتی اتریش سفلی، شماره موجودی کی‌اس-۱۸۳۸)، ۱۸۸۱ میلادی، روغن روی بوم، ۷۳٫۲×۱۲۹ سانتی‌متر.
- «چشم‌انداز سنت برنهارد»، (وین، گالری اتریشی بلودر، شمارهٔ موجودی ۲۷۰۵)، ۱۸۸۲ میلادی، روغن روی بوم، ۱۰۵×۲۰۱ سانتی‌متر.
- «رسول رستگاری – فرزه‌گنگ»، (سنت پولتن، موزه دولتی اتریش سفلی، شماره موجودی کی‌اس-۶۶۲۷)، ۱۸۸۷ میلادی، روغن روی بوم، ۹۱٫۵×۱۸۶ سانتی‌متر.
- «زمستان»، (وین، گالری اتریش بلودر، موجودی شماره ۷۹۷)، ۱۸۸۸ میلادی، روغن روی بوم، ۹۶×۷۸ سانتی‌متر.
- «مبهوت»، (برنو، گالری موراوسکی برنو)، ۱۸۹۸ میلادی، رنگ روغن روی بوم.
- «برکه»، (وین، گالری اتریشی بلودر، شماره موجودی ۶۵۵۷)، ۱۹۰۰ میلادی، روغن روی بوم، ۱۰۰×۷۱ سانتی‌متر.

## نگارخانه

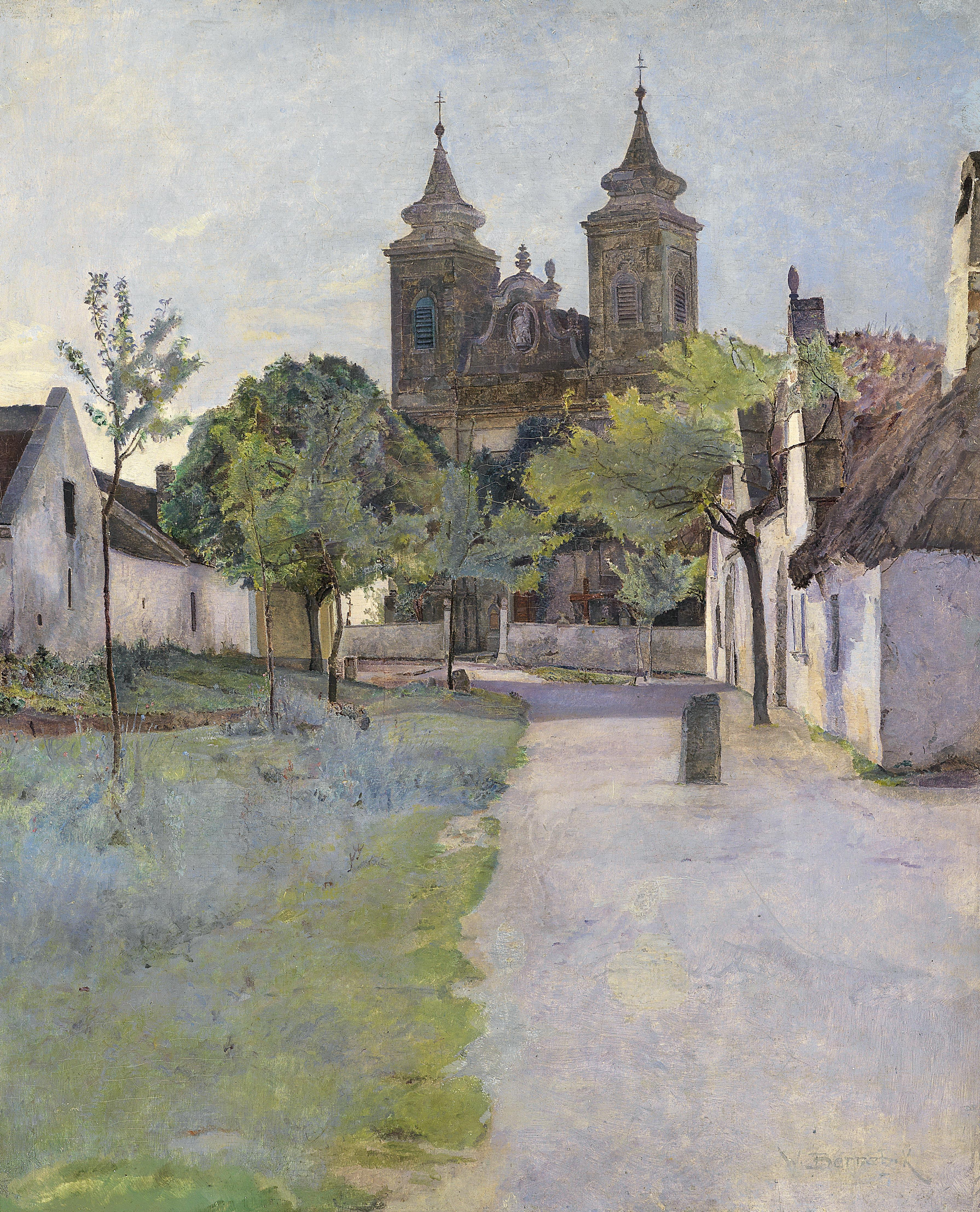
نمایی از میدان کلیسا
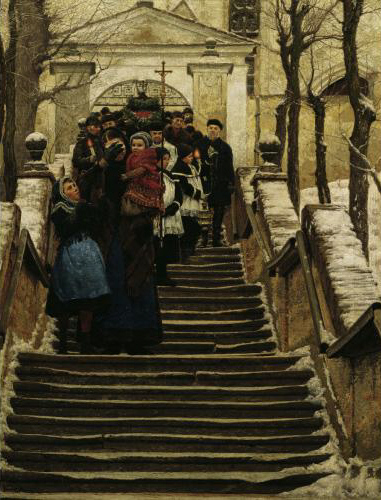
زمستان (۱۸۸۸ میلادی)